# Череда облиственная
Череда́ обли́ственная, также оли́ственная (лат. Bídens frondósa), — травянистое растение, вид рода Череда (Bidens) семейства Сложноцветные (Asteraceae).
Однолетнее растение, происходящее из Северной Америки. В начале XVIII века занесено в Европу, где очень широко распространилось, став инвазивным видом.

## Ботаническое описание

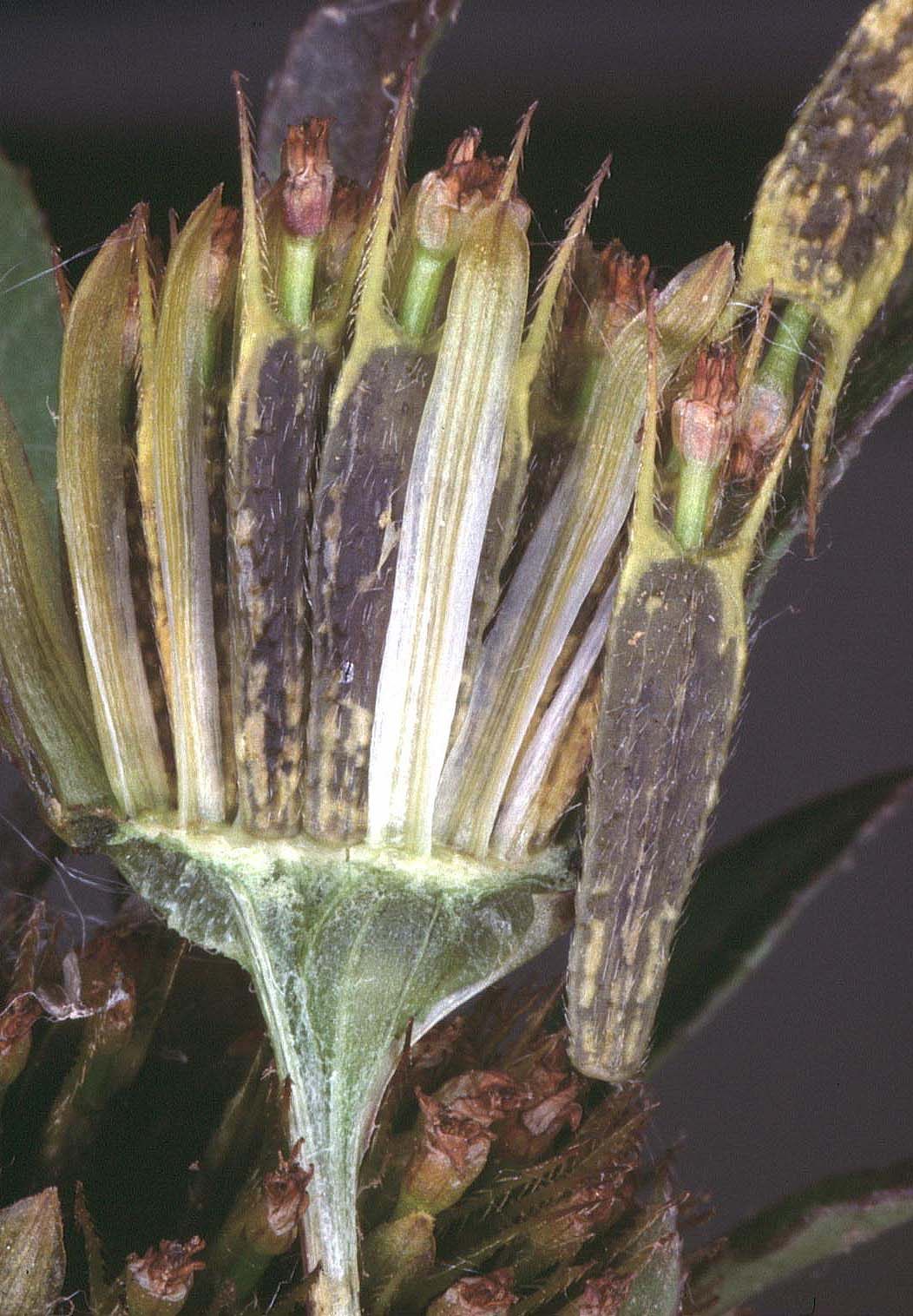
Зубцы на теле семянки направлены кверху, а на остях — книзу

Однолетнее травянистое растение с прямостоячим стеблем 20—60(90—180) см высотой. Листья черешчатые, в очертании лопатчатые или ланцетно-яйцевидные, тройчатые или перистые, 3—8 см и более длиной, 2—6 см и более шириной. Сегменты листьев правильные, симметричные, с клиновидным основанием, по краю пильчато-зубчатые, иногда реснитчатые, на верхушке заострённые до оттянутых; конечный сегмент всегда на длинном черешочке, черешки боковых сегментов менее выражены. В основании черешка листа имеются реснички не менее 4—5 мм длиной.
Соцветия-корзинки непоникающие, обычно одиночные, реже в парах, тройках или щитковидных метёлках, на ножках 1—4(8) см длиной. Обёртка двухрядная: внешний ряд представлен примерно восемью лопатчатыми или обратноланцетными до линейных травянистыми листочками 0,5—2(6) см длиной, обыкновенно реснитчатыми по краю; внутренний ряд из 6—12 почти плёнчатых листочков продолговато-яйцевидной формы, 5—9 мм длиной. Ложноязычковые цветки обыкновенно отсутствуют, реже в числе 1—3 или более, с золотисто-жёлтым язычком. Трубчатые цветки в числе 20—60 и более, венчик их 2—3,5 мм длиной, оранжеватый.
Семянки от черноватых до соломенно-коричневых, сплюснутые, обратнояйцевидные до клиновидных, наружные до 7 мм длиной, внутренние — до 10 мм, по краям с направленными кверху зубцевидными волосками. Хохолок представлен 2 остевидными отростками, покрытыми книзу направленными зубцами.

## Распространение
Широко распространено в Северной Америке, встречаясь почти во всех штатах США и во многих регионах Канады. В начале XVIII века завезено в Европу, где выращивалось в ботанических садах. Около 1813 года впервые стало выращиваться в Российской империи в Кременце.
Активно сбегать из культуры в Европе растение начало на рубеже XIX—XX веков, впервые отмечено одичавшим в 1896 году в Потсдаме (Германия). Быстрому распространению череды по Европе способствовали мировые войны. В 1950-х годах впервые появилась адвентивная череда облиственная в Европейской России. В Москве впервые найдена в 1975 году. В 1980-х годах ареал череды в России резко расширился, во многих регионах этот вид почти полностью вытесняет аборигенные череду трёхраздельную и череду поникшую.
К началу XX века растение было завезено в Новую Зеландию, где также стало инвазивным видом.
В Южной Америке и Африке череда облиственная, по-видимому, отсутствует.

## Значение
Лекарственное растение, потенциальный источник эфирных масел.

## Таксономия
Вид Bidens anomala (Porter ex Fernald) G.H.Loos et al., 2004, ранее нередко включавшийся в состав Bidens frondosa L. в качестве подвида, в настоящее время обычно принимается самостоятельным. Отличается вверх направленными зубцами по краям семянки и на ости.

### Синонимы
- Bidens melanocarpa Wiegand, 1899